# Peloponnesische Bond

De Peloponnesos

De Peloponnesische Bond is het oudst bekende militaire bondgenootschap (Oudgrieks: συμμαχία; symmachia) uit het oude Griekenland.

## Voorgeschiedenis
De verovering van het naburige  Messenië verliep voor de Spartanen niet al te vlot. Na de Tweede Messenische Oorlog (640 - 612 v.Chr.) besloot Sparta dan ook af te zien van verdere militaire veroveringen en stelde zich tevreden met de buurstaten een bondgenootschap te sluiten. Alle staten van de Peloponnesos sloten zich hierbij aan, behalve Achaea en Argos. Toen Athene begon te groeien na de Perzische oorlogen zat dit Sparta niet lekker en toen een aantal steden uit de Delische Bond wilden, omdat ze het niet eens waren met de politiek van Athene, maar dit niet konden omdat ze dan ten prooi zouden vallen aan Perzië, zag Sparta zijn kans schoon en richtte de Peloponnesische Bond op.

## Leiding en organisatie
Sparta nam, op grond van het bondgenootschap, de leiding van de krijgsverrichtingen op zich en bepaalde de legersterkte die elke lidstaat ter beschikking moest stellen.
Sparta had ook de leiding in het synedrion, waarin alle lidstaten vertegenwoordigd waren. De lidstaten zelf genoten de grootst mogelijke vrijheid van handelen, in zover dit niet onverenigbaar was met Sparta's belangen in het algemeen.
Op deze manier was Sparta de belangrijkste landmacht in Griekenland.

## Verdere evolutie
De Peloponnesische Oorlog tastte de kracht van Sparta en zijn bondgenoten in gevoelige mate aan, ook al slaagden zij er in Athene tot capitulatie te dwingen. In 366 v.Chr. werd de Peloponnesische Bond definitief ontbonden.